# Elimpiona Zenegia
Elimpiona Zenegia (griechisch Ελημπιώνα Ζενέγια; * 5. November 2003) ist eine griechische Leichtathletin, die im Sprint und im Hürdenlauf an den Start geht.

## Sportliche Laufbahn
Erste internationale Erfahrungen sammelte Elimpiona Zenegia im Jahr 2023, als sie bei den U23-Europameisterschaften in Espoo mit 61,27 s in der ersten Runde im 400-Meter-Hürdenlauf ausschied und mit der griechischen 4-mal-400-Meter-Staffel mit 3:40,62 min den Finaleinzug verpasste. Im Jahr darauf gewann sie bei den U23-Mittelmeer-Meisterschaften in Ismailia in 59,68 s die Bronzemedaille über 400 m Hürden hinter der Französin Loan Ville und Anja Ramić aus Kroatien. 2025 schied sie bei den U23-Europameisterschaften in Bergen mit 58,34 s im Halbfinale im Hürdenlauf aus und schied mit der Staffel mit 3:34,21 min im Vorlauf aus. Anschließend gewann sie bei den Balkan-Meisterschaften in Volos in 57,91 s die Silbermedaille über 400 m Hürden hinter ihrer Landsfrau Laoura Zenegia und sicherte sich in der Mixed-Staffel über 4-mal 400 Meter in 3:24,86 min die Silbermedaille hinter dem türkischen Team.
2025 wurde Zenegia griechische Meisterin in der 4-mal-100- und 4-mal-400-Meter-Staffel.

## Persönliche Bestleistungen
- 400 m Hürden: 57,71 s, 3. August 2025 in Volos